# إرنست همر
إرنست همر (بالألمانية: Ernst Hammer)‏ هو عسكري ألماني، ولد في 20 أكتوبر 1884 في سوكولوف في التشيك، وتوفي في 2 ديسمبر 1957 في فيينا في النمسا.